# Kalmar socken, Småland
Kalmar socken i Småland ingick i Norra Möre härad, uppgick 1925 i Kalmar stad och området är sedan 1971 en del av Kalmar kommun i Kalmar län.
Socknens areal är 16 kvadratkilometer År 1909 fanns här 504 invånare. Godsen Skälby gård och Törneby samt stadsdelen Berga ligger inom detta sockenområde. Sockenkyrka var under medeltiden Sankta Gertruds kyrka, som revs efter reformationen. Sedan slutet på 1800-talet användes Kalmar domkyrka som var gemensam med staden och låg där, ej i denna socken.

## Administrativ historik
Socknen har medeltida ursprung. 'Kalmarna sokn' omnämns i skriftliga dokument första gången 1402.
Vid kommunreformen 1862 övergick socknens ansvar för de kyrkliga frågorna till Kalmar landsförsamling och för de borgerliga frågorna till Kalmar landskommun. Församlingen uppgick 1925 i Kalmar församling och samma år inkorporerades landskommunen i Kalmar stad som sedan 1971 uppgick i Kalmar kommun.
Socknen har tillhört samma fögderier och domsagor som Norra Möre härad. De indelta båtsmännen tillhörde Smålands båtmanskompani

## Geografi
Området ligger vid Kalmarsund närmast norr och nordväst om staden med tre mindre områden i väster och söder.

### Fotnoter
1. 1 2  Nordisk familjebok (1926) Kalmar socken (landskommun)
2. ↑  utgrävningar av S:ta Gertruds kyrka år 2000 Arkiverad 5 mars 2016 hämtat från the Wayback Machine.
3. ↑  DMS 4:1 Möre
4. ↑  Harlén, Hans; Harlén Eivy (2003). Sverige från A till Ö: geografisk-historisk uppslagsbok. Stockholm: Kommentus. Libris 9337075. ISBN 91-7345-139-8
5. ↑  Administrativ historik för Kalmar+landsförsamling socken (Klicka på församlingsposten). Källa: Nationella arkivdatabasen, Riksarkivet.